# Who Are You, Polly Maggoo?
Who Are You, Polly Maggoo? (Frans: Qui êtes-vous, Polly Maggoo?) is een Franse speelfilm van William Klein uit 1966. Het is een satirische arthouse-film die de draak steekt met de modewereld en haar excessen.

## Plot
Het Iers-Amerikaanse model Dorothy McGowan speelt de rol van supermodel Polly Maggoo. Zij wordt gestalkt door de journalist Jean-Jacques Georges (Philippe Noiret) en zijn televisieploeg. Grayson Hall speelt de tijdschriftredactrice Miss Maxwell, een karakter gebaseerd op Diana Vreeland.

## Rolverdeling
| Acteur           | Personage                          |
| ---------------- | ---------------------------------- |
| Dorothy McGowan  | Polly Maggoo                       |
| Jean Rochefort   | Grégoire Pecque                    |
| Sami Frey        | Le prince Igor                     |
| Grayson Hall     | Miss Maxwell                       |
| Philippe Noiret  | de journalist Jean-Jacques Georges |
| Alice Sapritch   | de koninginmoeder                  |
| Fernando Arrabal | Fernando Arrabal                   |